# Mamurras
Mamurras (albanski: Mamurrasi) je grad i bivša općina u Lješkom okrugu, sjeverozapadna Albanija. Mamurras je 2015. zbog reforme lokalne uprave postao dio općine Kurbin. Prema popisu stanovništva iz 2011. Mamurras je imao 15.284 stanovnika. Mamurras se nalazi 8 km od Sredozemnog mora.